# حقن النصوص البرمجية للغة الاستعلامات المهيكلة
حقن إس كيو إل (بالإنجليزية: SQL INJECTION)‏، أو حقن تعليمات الاستعلام البنيوية (SQL) بإضافات. الهدف هو استغلال أي ثغرة أمنية موجودة بطبقة قاعدة البيانات التابعة لأي برنامج (DATABASE LAYER). هذه الثغرات ممكن أن تكون حاضرة عندما لا يتم تصفية مدخلات المستخدم لبعض الحروف والرموز الخاصة (ESCAPE CHARACTERS) المضمنة داخل جمل لغة الاستعلام البنيوية، أو أن لا يتم مراجعة نوعية المدخلات إن كانت نصية أم عددية (STRONGLY TYPED) مما يسبب عدم التكهن بنتيجة تنفيذها.
في الحوسبة، يعد حقن اس كيو ال أسلوبا لحقن التعليمات البرمجية يستخدم لمهاجمة التطبيقات التي تعتمد على البيانات حيث يجرى إدخال عبارات لغة الاستعلامات المهيكلة الضارة في حقل إدخال للتنفيذ (مثال لتفريغ محتويات قاعدة البيانات للمهاجم). يجب أن يستغل إدخال SQL ثغرة أمنية في برنامج أحد التطبيقات، مثال، عندما يجري تصفية إدخال المستخدم بشكل غير صحيح تسلسل الهروب الحرفي للسلسلة المضمنة في عبارات SQL أو لم يُكتب إدخال المستخدم بشكل واضح وكذلك يجري تنفيذه بشكل غير متوقع. يُعرف حقن اس كيو ال في الغالب باسم ناقل الهجوم في مواقع الويب ولكن يمكن استخدامه لمهاجمة أي نوع من انواع قواعد بيانات اس كيو ال.
تسمح هجمات الحقن اس كيو ال للمهاجمين بانتحال الهوية، والتلاعب في البيانات الموجودة، والتسبب في مشكلات التنصل مثل إلغاء المعاملات أو تغيير الأرصدة، والسماح بالكشف الكامل عن جميع البيانات الموجودة على النظام، أو إتلاف البيانات أو جعلها غير متوفرة بأي طريقة أخرى، وأن يصبحوا مسؤولين عن خادم قاعدة البيانات. يمكن أيضًا أن تتأثر قواعد بيانات ان أو اس كيو ال الموجهة للمستندات بهذه الثغرة الأمنية.
في دراسة أجريت في عام 2012، لوحظ أن متوسط في تطبيق الويب تلقى اربع حملات هجومية شهريًا، وتلقى تجار التجزئة بلغ ضعف عدد الهجمات على مثل الصناعات الأخرى.

## التاريخ
بدأت المناقشات العامة الأولى لحقن SQL في الظهور في حوالي عام 1998 ؛ على سبيل المثال، مقال نُشر في عام 1998 .
يُع حقن SQL أحد أهم 10 ثغرات أمنية في تطبيقات الويب لعامي 2007 و2010 وفق Open Web Application Security Project. في عام 2013، صُنف اس كيو ال على أنه الهجوم رقم واحد على العشرة الأوائل في OWASP. هناك أربع أقسام فرعية رئيسية لحقن SQL:
- الكلاسيك SQLI
- حقن SQL للمكفوفين أو الاستدلالي
- نظام إدارة قواعد البيانات - محدد SQLI
- مركب SQLI

- إدخال SQL + مصادقة غير كافية
- حقن SQL + هجمات DDoS
- حقن SQL + اختطاف DNS
- حقن SQL + XSS

تعد Storm Worm أحد تمثيلات اس كيو ال اي المركبة.

## أنواع ثغرات اختراق لغة الاستعلام البنيوية

### عدم تصفية الرموز الخاصة بشكل صحيح
هذا النوع من أختراق لغة الاستعلام البنيوية يحصل عندما لا يتم تصفية مدخلات المستخدم من الرموز الخاصة (ESCAPE CHARACTERS) التي يتم أدراجها داخل جمل بصيغة لغة الاستعلام البنيوية والتي يمكن ان تؤدي للتلاعب بهذه الجمل المدخلة لقاعدة البيانات من قبل مستخدمي البرنامج. الجملة التالية تبين هذه الثغرة:
```
SELECT
 
*
 
FROM
 
users
 
WHERE
 
name
 
=
 
' + userName + '
;

```

هذه الجملة سوف تستدعي جميع السجلات الخاصة باسم المستخدم (userName) من جدول (users)، لكن إذا تم تغير المتغير (userName) بشكل معين وباستخدام الرمز الخاص (') من قبل المستخدم المخترق (MALICIOUS USER)، فمن الممكن لهذه الجملة ان تفعل أكثر مما هو منوي عليه، مثلا يمكن استبدال قيمة المتغير (userName) بالجملة الأتية:
```
a
' or '
t
'='
t

```

وبالتالي تصبح الجملة كالاتي:
```
SELECT
 
*
 
FROM
 
users
 
WHERE
 
name
 
=
 
'a'
 
or
 
't'
=
't'
;

```

أذا تم أستخدام الجملة السابقة بأجراء التأكد من هوية المستخدم (AUTHENTICATION PROCEDURE)، فمن الممكن أستخدام هذه الطريقة للحصول على الصلاحية لأن نتيجة المعادلة 't'='t' هي دائما صحيحة (TRUE).
معظم خوادم لغة الاستعلام البنيوية (SQL SERVERS) تسمح بتنفيذ عدة جمل في آن واحد وبالتالي يمكن حقن أي جملة صحيحة عن طريق أستخدام هذه الطريقة بإضافة الجملة إلى نهاية المدخل، مثلا يمكن لقيمة (userName) في الجملة الاتية أن تتسبب بمحو جدول المستخدمين (users) من قاعدة البيانات بالأضافة لأظهار جميع بيانات جدول (data):
```
a
'; DROP TABLE users; SELECT * FROM data WHERE name LIKE '
%

```

وبالتالي تصبح الجملة كالاتي:
```
SELECT
 
*
 
FROM
 
users
 
WHERE
 
name
 
=
 
'a'
;
 
DROP
 
TABLE
 
users
;
 
SELECT
 
*
 
FROM
 
data
 
WHERE
 
name
 
LIKE
 
'%'
;

```

بعض تطبيقات لغة الاستعلام البنيوية الأخرى لا تسمح بتنفيذ عدة أوامر في جملة واحدة للحماية من المخترقين ومنعهم من حقن جمل الاستعلام بشكل منفصل، ولكن هذا لا يمنعهم من تعديل هذه الجمل.

### معالجة نوع الحقل الخاطئة
هذا الشكل من الاختراق يحصل عندما لا يتم التأكد من نوع الحقل المدخل من قبل المستخدم. يمكن لهذا الاختراق ان يحصل مثلا عند استخدام حقل من نوع عددي (NUMERIC) في جملة الاستعلام، ولكن المبرمج لم يقم بمراقبة مدخلات المستخدم لمعرفة أذا كانت من نوع عددي ام لا. مثلا:
```
SELECT
 
*
 
FROM
 
data
 
WHERE
 
id
 
=
 
" + a_variable + "
;

```

من الواضح في هذه الجملة ان المقصود من المتغير (a_variable) ان يكون عدد مرتبط بالحقل (id)، ولكن إذا كان في الحقيقة من نوع نص فمن الممكن ان يتم التلاعب به من قبل المستخدمين كما يشائون، وبالتلي يمكنهم ان يمرروا جمل مخربة. مثال:
```
1
;
 
DROP
 
TABLE
 
users

```

وبالتالي تصبح الجملة كالاتي:
```
SELECT
 
*
 
FROM
 
data
 
WHERE
 
id
 
=
 
1
;
 
DROP
 
TABLE
 
users
;

```

وعند تنفيذها سوف يتم محو جدول (users) من قاعدة البيانات.

### ثغرات داخل خادم قاعدة البيانات نفسه
من الممكن ان تظهر الثغرات أحيانا داخل برنامج خادم قاعدة البيانات نفسه (VALNERABILITIES INSIDE THE DATABASE SERVER)، كما الحال في (MySQL Server) مع الوظيفة real_escape_chars().

## حماية البرامج من أختراق لغة الاستعلام البنيوية

### معالجة البرامج وتحصينها
من السهل الحماية من أختراق لغة الاستعلام البنيوية في معظم لغات البرمجة التي تستهدف تطبيقات شبكة الأنترنت. في لغة برمجة (Perl DBI) مثلا فأن الوظيفة (DBI::quote) تستخدم قبل بعض الرموز (ESCAPES SPECIAL CHARACTERS) بدلا من الرمز ('). فل نفرض ان المتغير ($sql) يؤشر على (DBI OBJECT):
```
$query
 
=
 
$sql
->
prepare
(
"SELECT * FROM users WHERE name = "
.
$sql
->
quote
(
$user_name
));

```

تسمح (DBI) باستخدام حائزي المكان (PLACE HOLDERS)، والتي تتيح لك ألزام (BIND) البيانات لجملة معينة منفصلة عن تعريف جملة الاستعلام. اما بالنسبة لقواعد البيانات التي لا تدعم حائزي المكان بالأصل، تقوم (DBI) بمحاكاتهم (EMULATES) تلقائيا عن طريق أضافة الوظيفة (DBI::quote) للقيم.
```
$query
 
=
 
$sql
->
prepare
(
"SELECT * FROM users WHERE name = ?"
);

$query
->
execute
(
$user_name
);

```

الفائدة من هذه الطريقة انه ليس علينا ان نتذكر تطبيق (DBI::quote) لكل قيمة، لأنها أما ملزمة أو منصوصة على نحو ملائم، بحسب نظام أدارة قواعد البيانات (DBMS) الذي نستخدمه. هكذا يتلاشى الموضوع الأساسي في أختراق لغة الاستعلام البنيوية.

### معالجة قواعد البيانات وتحصينها (DATABASE REMEDATION)

#### الأمتيازات الأمنية (SECURITY PRIVILEGES)
ان وضع امتيازات أمنية على قواعد البيانات هو أبسط مثال لحماية قواعد البيانات، وبالتالي القليل من التطبيقات تسمح للمستخدم ان يمحي جدول أو قاعدة بيانات كاملة.
هذه الاستراتيجية لا تحل مشكلة أختراق لغة الاستعلام البنيوية، ولكنها تخفف من شدة الضرر المحتمل.

#### الإجراءات المخزنة
معظم قواعـد البيانات توفر أمكانية تجهيز جمل الاستعلام في طبقة قواعد البيانات عن طريق الأجراءات المخزنة (STORED PROCEDURES)، عوضا عن استخدام طبقة التطبيق (APPLICATION LAYER) لبناء لغة الاستعلام البنيوية بشكل ديناميكي. الأجراءات المخزنة تشمل أجراءات قواعد البيانات متكررة الاستخدام والتي تنادى عن طريق (TYPED PARAMETER). هذه الطريقة توفر عدة فوائد أمنية منها: عن طريق استخدام ال (TYPED PARAMETERS) فأنه يتم تصفية وفلترة مدخلات المستخدم، بالأضافة إلى أن معظم قواعد البيانات تسمح للأجراءات المخزنة بالتنفيذ تحت أمتيازات أمنية معينة، مما يقيد أمكانية قيام التطبيق بعمل أي شيء خارج نطاق الأعمال المحددة مسبقا في الأجراءات المخزنة.
ومع كل هذا فان هذه الطريقة لا تحل مشكلة أختراق لغة الاستعلام البنيوية بشكل كامل، لأنه أذا كانت مدخلات المستخدم (NOT PARAMETERIZED) أو غير مفلترة مثل: أذا أعطينا أجراءين مخزنين (GET_PASSWORD(userName)) و(GET_USER(userName, password))، فأن بأمكان المخترق أن يخترق الشيفرة (CODE) في (GET_USER CALL) أذا كان الرقم السري غير مكتوب بشكل صحيح (CORRECTLY ESCAPED) كالتالي:
```
 
(
GET_USER
(
'admin'
,
 
"|| GET_PASSWORD('admin') ||"
))

```

لذا فهي ليست أمنة بشكل كامل !.

#### الحماية من أختراق الجمل المتعددة (PREVENTING MULTI-STATEMENT ATTACK)
كما ذكرنا مسبقا المخاطر المتعلقة باستخدام الجمل المتعددة، فعلى سبيل المثال لو أخذنا موقع إلكتروني يظهر قائمة من السلع لاسم مستخدم (userName) معين، فأن جملة الاستعلام ستكون:
```
SELECT
 
*
 
FROM
 
items
 
WHERE
 
userName
=
'$userName'
;

```

فمن الممكن ان يقوم المستخدم بأدخال الجملة الأتية:
```
SELECT
 
*
 
FROM
 
items
 
WHERE
 
userName
=
''
 
or
 
userName
 
is
 
not
 
null
 
or
 
userName
=
''
;

```

أيضا لو لم نستخدم الرموز الخاصة (QUOTES):
```
SELECT
 
*
 
FROM
 
items
 
WHERE
 
userid
=
$
userid
;

```

فمن الممكن ان يقوم المستخدم بأدخال الجملة الأتية وهي لا تحوي على الرموز الخاصة (QUOTES):
```
SELECT
 
*
 
FROM
 
items
 
WHERE
 
userid
=
33
 
or
 
userid
 
is
 
not
 
null
 
or
 
userid
=
44
;

```

الحل الأنسب لهذه المشكلة هي تعريف المتغير (userid) بأن له قيمة عددية فقط، مثل:
```
if
 
(
!
ctype_digit
(
$userid
)){
 
die
(
"rid."
);}

```

وهكذا تحل هذه المشكلة.

#### عدم تفعيل الجمل النصية
من الممكن حل مشكلة اختراق لغة الاستعلام البنيوية في حال ان محرك قاعدة البيانات يدعم خاصية «عدم تفعيل الجمل النصية» (DISABELING LITERALS) والتي تعني ان تعمل قاعدة البيانات في وضع (MODE) لا يسمح للنصوص والأرقام (TEXT AND NUMBER LITERALS) ان يكونوا في جملة الاستعلام، وبالمقابل فقط حائزي المكان مسموح باستخدامهم. لذا جمل بالشكل الأتي:
```
SELECT
 
*
 
FROM
 
items
 
WHERE
 
userid
=
2
;

SELECT
 
*
 
FROM
 
users
 
WHERE
 
name
=
'Smith'
;

```

غير مسموح بتنفيذهم في هذا الوضع وسيظهر لنا خطأ (EXCEPTION)، ويجب علينا كتابتهم هكذا:
```
SELECT
 
*
 
FROM
 
items
 
WHERE
 
userid
=?
;

SELECT
 
*
 
FROM
 
users
 
WHERE
 
name
=?
;

```

في حال عدم تفعيل الجمل النصية فأن علينا استخدام رموز حائزي المكان والتي يجب استخدامها لجميع مدخلات المستخدمين. حاليا فقط ال (H2 DATABASE ENGINE) يدعم خاصية «عدم تفعيل الجمل النصية» وهذه التكنولوجيا لم تسجل لها براءة اختراع بعد.